# Nickerie
Nickerie ist ein Distrikt im äußersten Nordwesten von Suriname, er grenzt im Osten an den Distrikt Coronie, im Süden an den Distrikt Sipaliwini und im Westen an Guyana, Grenzfluss ist der Corantijn. Der Distrikt hat eine Fläche von 5.353 km² und besitzt 34.233 Einwohner. Hauptort ist Nieuw-Nickerie, die zweitgrößte Stadt des Landes nach Paramaribo. Im Parlament (De Nationale Assemblée) ist der Distrikt Nickerie mit fünf Abgeordneten vertreten.

## Wirtschaft und Erschließung
Hauptwirtschaftszweig ist die Landwirtschaft, vor allem der Reisanbau, mit dem Schwerpunkt in Wageningen.
Ein relativ großer Teil im Süden des Distrikts Sipaliwini wird von Guyana beansprucht, daher gibt es nur wenige Grenzübergänge. Der wichtigste – eine Fährverbindung über den Corantijn nach Corriverton – befindet sich einige Kilometer südlich des Hauptortes Nieuw-Nickerie.

## Verwaltungsgliederung
Der Distrikt Nickerie ist seinerseits wiederum in folgende fünf Ressorts gegliedert (dezentralisiert):
- Henar
- Nieuw-Nickerie
- Oostelijke Polders
- Wageningen
- Westelijke Polders